# Oliver the Eighth
Oliver the Eight is een Amerikaanse korte film uit 1934 met in de hoofdrollen het duo Laurel en Hardy. De film werd geregisseerd door Lloyd French en geproduceerd door Hal Roach.

## Verhaal
Laurel en Hardy zijn partners in een kapperszaak. Stan leest een advertentie in de krant van een rijke weduwe (Mae Busch) die op zoek is naar een nieuwe echtgenoot. Aanvankelijk was alleen Stan van plan op de advertentie te reageren, maar nadat hij zijn plannen aan Ollie had uitgelegd (wat leidde tot het derde gebruik van het handelsmerk 'Tell me that again'-routine, eerder gebruikt in Towed in a Hole, The Devil's Brother, en vervolgens in The Fixer Uppers) besluiten ze allebei de advertentie te beantwoorden, instemmend de hand schuddend, en met Ollie die zegt: "Moge de beste winnen." Ollie bedriegt deze overeenkomst echter door alleen zijn eigen antwoord te posten en Stan in zijn hoed te verstoppen. Ollie nestelt zich dan in de kappersstoel voor Stan om hem te scheren, en dommelt per ongeluk in.
De weduwe nodigt Ollie uit in haar landhuis en Oliver stelt zich voor aan de rijke vrouw. 
Stan, die zijn niet-geposte brief heeft ontdekt, gaat ook mee en eist de helft van wat Ollie krijgt. In het huis van de weduwe komen Laurel en Hardy een gestoorde butler (Jack Barty) tegen die kaarttrucs uitprobeert met denkbeeldige kaarten en een denkbeeldige maaltijd serveert. Dezelfde butler tipt Stan en Ollie dat de weduwe een seriemoordernares is, die eerder de keel had doorgesneden van zeven eerdere verloofden, allemaal genaamd Oliver.
Laurel en Hardy worden naar boven gestuurd, terwijl de weduwe haar butler vertelt om ervoor te zorgen dat alle deuren en ramen op slot zijn. Ze zegt tegen Ollie: "Ik hoop dat je lekker lang slaapt", terwijl de butler op een trompet speelt.
Niet in staat om uit hun slaapkamer te ontsnappen, vindt Stan een jachtgeweer, wat leidt tot een aantal slapstick-ongelukken, waaronder Stan die per ongeluk Ollie in de voet schiet (die hij aanzag voor de hand van een man). Ze zijn van plan om om de beurt te slapen, zodat een van hen kan uitkijken voor de meszwaaiende weduwe.
Ollie zet een Rube Goldberg-achtig apparaat op om Stan te helpen wakker te blijven. Een steen aan een touwtje vastbinden, het boven Stans hoofd ophangen en dan het andere uiteinde van het touwtje om een aangestoken kaars binden. Ollie legt vervolgens aan Stan uit dat hij het touw regelmatig moet verplaatsen om te voorkomen dat de vlam van de kaars door het touw heen brandt, waardoor de steen op Stans hoofd valt.
Zoals gewoonlijk gaat het mis met de steen die op Ollies hoofd valt en hem bewusteloos slaat. Even later hoort de weduwe de trap oplopen, een lang mes aan het slijpen. Als Stan het geweer gaat halen, wordt hij opgesloten in de kast als de weduwe de kamer binnenkomt. Terwijl ze op het punt staat Ollies keel door te snijden, klinkt er een luid lawaai buiten het beeld.
Plots zijn Stan en Ollie terug in hun kapperszaak, en Ollie springt schreeuwend uit zijn stoel en rent naar de spiegel om zijn keel te onderzoeken. Hij legt aan Stan uit: 'Ik heb net een vreselijke droom gehad.'

## Rolverdeling
| Acteur       | Personage                 |
| ------------ | ------------------------- |
| Stan Laurel  | Stanley                   |
| Oliver Hardy | Ollie                     |
| Mae Busch    | Mrs. Fox, de rijke weduwe |
| Jack Barty   | Jitters, de butler        |

## Trivia
- Ollie stelt zichzelf aan met zijn volledige echte naam: Oliver Norvell Hardy, de enige film waarin dit gebeurt.
- Dit is de derde film waarin de Tell me that again-routine voorkomt
- Een Laurel & Hardy-film met een macabere butler, moorden en dat het een nachtmerrie aan het einde bleek kwam al voor in The Laurel-Hardy Murder Case.